# Каталіна (село)
Каталіна (рум. Catalina) — село у повіті Ковасна в Румунії. Адміністративний центр комуни Каталіна.
Село розташоване на відстані 170 км на північ від Бухареста, 31 км на схід від Сфинту-Георге, 54 км на північний схід від Брашова.

## Населення
За даними перепису населення 2002 року у селі проживали 1465 осіб.
Національний склад населення села:
| Національність | Кількість осіб | Відсоток |
| -------------- | -------------- | -------- |
| угорці         | 1439           | 98,2%    |
| румуни         | 23             | 1,6%     |

Рідною мовою назвали:
| Мова      | Кількість осіб | Відсоток |
| --------- | -------------- | -------- |
| угорська  | 1442           | 98,4%    |
| румунська | 23             | 1,6%     |